# Canton de Jegun
Le canton de Jegun est une ancienne division administrative française située dans le département du Gers et la région Midi-Pyrénées.

## Géographie
Ce canton était organisé autour de Jegun dans l'arrondissement d'Auch. Son altitude variait de 103 m (Roquefort) à 273 m (Ordan-Larroque) pour une altitude moyenne de 265 m.

## Administration

### Conseillers généraux de 1833 à 2015
| Période                                  | Période          | Identité                                                       | Étiquette        | Qualité |
| ---------------------------------------- | ---------------- | -------------------------------------------------------------- | ---------------- | --- |
| 1833                                     | 1845             | M. Pujos                                                       |                  | Propriétaire, ancien maire de Jegun                                                                                     |
| 1845                                     | 1848             | Hyacinthe Saint-Martin                                         |                  | Maire de Jegun, conseiller d'arrondissement                                                                             |
| 1848                                     | 1852             | Hippolyte Henri Joseph Danssos                                 |                  | Greffier du Tribunal de commerce d'Auch                                                                                 |
| 1852                                     | 1882 (démission) | Comte Jean-Jacques Louis Maximilien de La Roque-Ordan          | Droite royaliste | Propriétaire Président de la Société d'agriculture du Gers Membre du Conseil supérieur des haras Maire d'Ordan-Larroque |
| 1882                                     | 1907             | Marc Henri Marie Vicomte de La Roque-Ordan (fils du précédent) | Droite royaliste | Châtelain de La Roque-Ordan, Ordan-Larroque                                                                             |
| 1907                                     | 1913             | Pierre Louit                                                   | Rad. puis PRS    | Médecin, propriétaire du domaine du Puntis, maire de Jegun                                                              |
| 1913                                     | 1919             | Joseph Gay                                                     | Républicain      | Maire de Lavardens |
| 1919                                     | 1940             | M. Labatut                                                     | Rad.             | |
|                                          |                  |                                                                |                  | |
| 1945                                     | 1955             | Louis Gay                                                      | Rad.             | Propriétaire-exploitant à Lavardens                                                                                     |
| 1955                                     | 1998             | Henri Soumadieu                                                | Rad. puis UDF    | Vétérinaire, adjoint au Maire d'Auch                                                                                    |
| 1998                                     | 2011             | Michel Barthe                                                  | DVD puis UMP     | Cadre à l'URSSAF Maire de Ordan-Larroque (1995-2008)                                                                    |
| 2011                                     | 2015             | Bernard Ksaz                                                   | PS               | Contrôleur des impôts, Jegun Elu en 2015 dans le Canton de la Gascogne-Auscitaine                                       |
| Les données manquantes sont à compléter. |                  |                                                                |                  | |

### Conseillers d'arrondissement (de 1833 à 1940)
| Période                                  | Période | Identité               | Étiquette    | Qualité |
| ---------------------------------------- | ------- | ---------------------- | ------------ | --- |
| 1833                                     | 1845    | Hyacinthe Saint-Martin |              | Maire de Jegun                                                                                              |
|                                          |         |                        |              | |
| 1898                                     |         | Joseph Duplanté        | Conservateur | Notaire à Biran                                                                                             |
|                                          |         |                        |              | |
| 1919                                     | 1932    | M. Brun                | Radical      | Maire de Jegun                                                                                              |
| 1932                                     | 1940    | M. Louit               | Radical      | |
| 1940                                     |         |                        |              | Les conseils d'arrondissement ont été suspendus par la loi du 12 octobre 1940 et n'ont jamais été réactivés |
| Les données manquantes sont à compléter. |         |                        |              | |

## Composition
Le canton de Jegun regroupait dix communes et comptait 3 907 habitants (population municipale) au 1er janvier 2012.
| Communes         | Population (2012) | Code postal | Code Insee |
| ---------------- | ----------------- | ----------- | ---------- |
| Antras           | 58                | 32360       | 32003      |
| Biran            | 351               | 32350       | 32054      |
| Castillon-Massas | 197               | 32360       | 32089      |
| Jegun            | 968               | 32360       | 32162      |
| Lavardens        | 378               | 32360       | 32204      |
| Mérens           | 51                | 32360       | 32251      |
| Ordan-Larroque   | 774               | 32350       | 32301      |
| Peyrusse-Massas  | 84                | 32360       | 32316      |
| Roquefort        | 230               | 32390       | 32347      |
| Saint-Lary       | 194               | 32360       | 32384      |

## Démographie
| 1962  | 1968  | 1975  | 1982  | 1990  | 1999  | 2006  | 2011  | 2012  |
| ----- | ----- | ----- | ----- | ----- | ----- | ----- | ----- | ----- |
| 3 413 | 3 152 | 2 790 | 2 983 | 3 166 | 3 285 | 3 625 | 3 884 | 3 907 |